# 蔡需
蔡需（1477年—？），字時用，金吾右衛官籍，順天府寶坻縣人，明朝刑部主事。

## 生平
成化十三年农历十月二十九日（1477年11月14日）生，国子生，順天府鄉試第七十七名。弘治十八年（1505年）中式乙丑科會試第四十六名，二甲第七十六名進士，时年二十八岁。授刑部主事，升署员外郎，正德九年（1514年）二月升陕西按察司佥事，修筑榆林边墙三十馀里，十四年三月官至山东按察司副使、奉敕整饬徐州淮扬等处兵备。十五年六月考察以不謹闲住。

## 家族
高祖蔡完者不花，都指揮僉事；曾祖蔡貴，都指揮僉事；祖父蔡祥，都指揮僉事；父蔡英，都指揮僉事充左參將。前母趙氏（封淑人）；母尚氏。
大兄蔡霖，正德三年戊辰科武榜眼，金吾右卫都指挥佥事；二兄蔡雯；弟蔡霆、蔡露、蔡霑、蔡霔。